# 교육
교육(敎育, 영어: education) 또는 가르침은 사람이 살아가는 데 필요한 지식이나 기술 등을 가르치고 배우는 활동이다.
교육은 개인이나 집단이 가진 지식, 기술, 기능, 가치관 등을 대상자에게 바람직한 방향으로 가르치고 배우는 활동이다. 또는, 교육은 피교육자가 보다 나은 생활을 영위하기 위해, 또한 그로 인하여 사회가 유지·발전될 수 있도록 피교육자가 갖고 있는 능력을 끌어내고, 새로운 지식이나 기능을 습득하게 하는 활동이라고 설명하기도 한다. 넓은 의미로는, ‘개인의 정신, 성격, 능력의 형성에 영향을 주는 모든 행위와 경험’을 교육으로 보기도 한다.
인간은 교육을 통해 다음 세대에게 지식과 문화를 전수하고 발전시켜 왔다. 교육 활동이 이루어지기 위해서는 교사와 같은 가르치는 사람, 학생과 같은 피교육자, 그리고 교과서와 같은 교육할 내용이 있어야 한다.
하지만 현대에 들어와 산업혁명으로 인한 서양문물의 급속한 확산과 세계화, 정보화 기기의 발달로 일어난 이른바 정보화 시대에 이르러 지식의 공유와 확산이 폭발적으로 늘어남에 따라, 피교육자와 가르치는 사람의 구분이 점점 희석되고 있으며, 이제는 학교나 학원 등 기존에 교육기관으로 인정되었던 집단이 정보의 핵심을 갖고 다음 세대에게 전달하지 않아도 주변에서 습득한 지식이나 문화가 스스로 전달되고 발전되는 이른바 잠재적 교육과정의 부분이 폭발적으로 증가하였다. 이에 상기에 서술된 좁은 의미의 교육인 '새로운 지식이나 기능을 습득하게 하는 활동'이 특별한 교육자 없이도 빈번히 벌어지는 현상이 나타난다.

## 어원
교육(敎育)이란 말은 본래 맹자의 '得天下英才而敎育之(득천하영재이교육지)'라는 글에서 유래하였다. 각 한자의 기원을 살펴보면, ‘가르칠 교(敎)’ 자는 회초리로 아이를 배우게 한다는 뜻이고, ‘기를 육(育)’ 자는 갓태어난 아이를 기른다는 뜻이다.
영어의 'education', 독일어의 'Erziehung', 프랑스어의 'éducation'은 모두 라틴어 educare 또는 educatio에서 유래하였다. 라틴어 educare는 '양육한다'라는 의미로, 이는 능력을 끌어낸다는 뜻의 educere, 지도한다는 뜻의 ducere와 관련이 있다.
한편, 영어의 'pedagogy'는 그리스어 paidagogos에서 기원한 것으로, '어린아이를 바른곳으로 이끌다'라는 의미를 지닌다. pedagogy는 어린이, 학습자를 강조하고 있는데 이는 학습자의 내부상태가 교육 작용의 기초가 된다고 보는 것이다. 나아가 인간이 지니고 있는 잠재능력이나 소질을 계발시켜 주는 작용을 의미한다.
한국어에서 가르치다의 어원은 고어인 'ㄱㆍㄹㆍ치다'로 원래는 '가르치다'와 '가리키다'라는 두 가지 의미를 가지고 있었으나, 'ㄱㆍㄹㆍ', 'ㄱㆍㄷ다', 'ㄱㆍㄹㅎㆍㅣ다' 등의 다의적 의미를 갖게 되었었다.

## 역사
최초의 교육과 제도는 성년식을 통해 시작되었다. 하지만 정착 생활로 인해 성년식 대신 교육이 그 자리를 대신하게 되었고 문자의 발명에 따른 복잡한 사회제도의 탄생이 다시 교육의 주된 역할을 하게 된다. 이후 등장한 고대 그리스의 교육 사상은 유럽의 교육에 큰 영향을 미쳤다. 이때 고대 그리스의 교육이란 그리스의 폴리스였던 아테네에 의해 발전된 것을 말한다. 바빌로니아와 이집트에도 학교가 있었지만 오늘날 학교의 설립 목적과 큰 차이가 있었으며 따라서 나중에 등장한 그리스 문명의 학교가 현대 교육에 적지 않은 영향을 주었다고 할 수 있다. 후에 마케도니아가 전성기를 맞고 고대 그리스 도시 국가들이 쇠망하면서 고대 그리스 문명은 지중해를 낀 모든 나라들이 공유하는 문명이 되었다. 따라서 고대 그리스의 교육은 국가나 종족에 따라 결정되는 것이 아닌 범세계적인 것이 되었다.
후에는 마케도니아의 알렉산드로스 대왕이 그랬던 것처럼 로마는 그 속국의 주민들에게 로마의 제도와 문화를 전파하는 정책을 썼다. 이렇게 로마가 속국에 대한 지배를 확립하고 유지하는 데에 교육이 가장 중요한 역할을 하였다.  5세기 북방의 야만족들에게 로마가 멸망하면서 로마 제국 전역에서 문법과 수사학을 가르쳤던 여러 도시의 공공학교들은 완전히 자취를 감추었다. 대신 북방의 야만족이 기독교 영향권에 들어오면서 고대 문명은 어느 정도 보존되었으며 야만족들은 과거의 지식들을 자기들 것으로 만들었고 그들의 능력에 따라 그 지식을 더 발전시키게 되었다. 교회가 교육을 제공하고 지도하기까지는 시간이 걸렸으나 세속 학문이 종교적 의무 수행에 필요하다고 보았던 생각에 따라 교회가 세속 학문을 가르치게 되었다.
중세에서 르네상스 시대에 다다르면서 교육은 두 가지의 경향을 두고 갈등하게 되었다. 중세의 교육을 청산하고 새롭게 등장한 문학과 철학, 과학을 가르칠 건지, 과거로 돌아가 고대 그리스와 로마 문학에서 교육 내용을 구하느냐 하는 것이었다. 르네상스는 이후의 문학, 철학, 과학에 막대한 영향을 주었다. 하지만 르네상스 초기에는 이는 먼 미래의 일이었으므로, 당시에는 기존의 교육을 고수하는 것이 최선의 방법이었다. 이 방법 중 하나가 고전을 가르치는 것이었고 이는 인문주의가 태동하는 계기가 되었다. 14세기 이탈리아 전역으로 퍼져나간 인문주의는 당시의 문학적 관심에 기반하고 있었다. 북부 유럽에 비해 이탈리아 지방은 르네상스 정신을 받아드리는 데 마찰이 적었는데, 이는 다른 유럽의 경우 교회의 성직자가 교사를 맡고 있는 것과 달리 이탈리아는 일반인들이 교사를 맡고 있어 새로운 정신에 대한 거부감이 덜 했기 때문이다.
17세기 종교개혁에 이은 종교적 갈등은 위그노 전쟁과 독일의 30년 전쟁, 영국의 시민전쟁으로 피폐해진 지역 사회는 교육이나 일상적인 사회 활동을 위한 여력이 충분하지 않았다. 예수회가 계속 확장하면서 부와 세력을 모은 반면, 개신교를 받아들인 교회는 재정적, 행정적인 부족함을 가지고 있었으며 세속적인 성향으로 학교에 대한 통제력을 잃었다. 빈약한 학교 시설과 부족한 교사 대우로 인해 교육의 질이 저하되어 17세기 말에는 북부 유럽과 서부 유럽 대부분의 지역에서 교육이 침체되었다. 스코틀랜드와 독일을 제외한 대부분의 지역에서 시민들은 교육을 받지 못했고 교사의 교육 수준도 높지 않아 산수는 교육 과정에서 제외되는 경우가 대부분이었다. 이런 경향은 18세기에도 이어졌다.

## 의의
에른스트 크리크(Ernst Krieck)나 피터 페테르센(Peter Petersen)은 넓은 의미의 교육을 강조하였다. 교육 작용은 의식적·계획적·계속적으로 해야 되는 것으로 한정되지도 않으며, 또한 연령이 높은 자가 낮은 자에 대하여 행하는 것에 한정되지 않고, 사회가 존재하는 곳에서는 언제 어디서나 이루어진다는 것이다. 이에 따르면, 사회가 스스로를 유지하고 발전하기 위해서 자연적, 필연적으로 생겨나는 것으로 사회적 기능이라 할 수 있으며, 또한 사회 현상이라고도 할 수 있다. 이 경우에는 어른만이 어린이나 미성년자를 교육하고 있는 것이 아니라 어린이나 미성년자도 어른이나 성인을 교육할 수 있다.

### 영향
교육을 실시함으로 인해 교육을 받은 개인에게 일어나는 변화를 교육 효과라고 한다. 교육이 미치는 효과에는 여러가지가 있지만, 좁은 의미로는 일반적으로 학교 교육을 중심으로 학력의 향상을 생각해 볼 수 있다. 오늘날에는, 학교 교육과 관련하여 학력을 시험으로 측정하며 특히 순위(또는 백분율)로 학업성취도를 이해하는 경향이 강하다. 이에 대해서 오랜 세월동안 강한 비판이 계속되어 왔지만, 수험 현장에서는 지표로서 필수적인 상황이 된 것 또한 현실이다.
그 외, 정치면에서는, 각국에 있어 교육 연수가 긴 만큼 대개 개인주의적, 혁신적 가치관을 가지는 사람이 증가하는 것으로 알려져 있다. 이러한 경향은 한국이나 일본 등에서도 비슷하게 나타나며, 학력이 높을수록 투표율이 높아지는 반면, 정치에 대한 만족도는 낮아지는 경향이 있다.
교육 효과에 관한 논의는, 교육 내용이나 교육 방법 등을 개선하는 데 있어서 필수적인 것이지만, 교육의 본래 목적은 간과되고 측정 가능한 효과만으로 이해하기 쉬우므로 많은 주의가 필요하다.

### 사회적 기능
교육이 사회에 대해서 어떤 영향을 주는지, 또는 어떤 역할을 하는지를 사회적 기능이라 할 수 있다. 교육의 사회적 기능을 긍정적인 측면과 부정적인 측면으로 나누어 알아 본다.
그 외 사회적 측면에 있어서는, 교육의 보급이 성평등 또는 사회계급의 평등에 기여한다는 견해나, 교육 수준의 상승이 유아 사망률을 낮추거나 위생 상태를 개선하는 데 기여한다는 견해 등이 있다.
다만, 교육이 가져오는 이러한 긍정적인 기능에 대해 의문을 제기하는 목소리도 일부에서 나오고 있다. 예를 들어, 개발 도상국에서 기초적인 교육의 실시로 기대되는 효과들(예: 소득 및 생산성의 향상, 시장 경제로의 이행 등 경제적 효과, 정치에 있어서 민주화 진행, 사회에 있어서 인구 억제 등)이 반드시 뚜렷하게 나타나지는 않는다는 점이 지적되고 있다.
미셸 푸코는 학교를 군대, 병원, 감옥 등과 같이 근대 특유의 권력 장치라고 보았고,
루이 알튀세르는 학교 교육이 근대사회에 지배적인 국가의 이데올로기 장치라고 보았다.
피에르 부르디외, 바실 번스타인, 새뮤얼 보울스, 허버트 진티스 등은 교육이 문화적, 계급적, 사회적인 불평등이나 격차를 재생산 또는 고정화하는 기능을 한다고 하였다.
여성주의적 입장에서는 교육이 가부장제를 재생산하고 있다고 보며, 다문화주의적 입장에서는 교육이 사회 다수파의 문화로써 억압하고 있다고 본다. 이러한 논의들은 오늘날에도 격차 사회와 관련하여 논의되고 있는 것들이다.
교육의 기능을 부정적으로 바라보는 시각에 대해서, 그러한 시각들이 특정한 교육 내용과 교육 방법만을 전제로 하고 있다는 점을 지적하며 교육 내용이나 방법을 개선하는 것으로 그러한 문제를 해결할 수 있다고 생각하는 견해도 있다.

## 종류

### 유아 교육
유아 교육이란 유아의 정신적 신체적 성장과 발달을 도움으로써 유아의 잠재력을 신장시키는 것을 목적으로 하는 교육이다.
유치원의 등장 역사는 200여 년에 지나지 않지만 유아 교육에 대한 관심은 그리스, 로마, 팔레스타인 시대까지 거슬러 올라간다. 고대 그리스의 플라톤은 유아 교육의 중요성을 언급하였으며 중세의 루소는 학습 지식을 암기시키는 것보다 학습 방법을 학습시키는 것을 강조했다. 페스탈로치에 접어들어 부유층 자제뿐만 아니라 일반 어린이들에게도 유아 교육의 기회가 주어져야 한다는 주장이 생겨났고 페스탈로치의 학교를 직접 관찰하고 평가한 프리드리히 프뢰벨은 18세기 교육 사상을 유아 교육으로 발전시켰다.
유아는 자신이 경험하는 물리적, 사회적, 개인적 세계를 조화시킴으로써 학습한다. 유아 교육의 발달적 측면에서 프로이트와 에릭 에릭슨은 성격 형성의 기초가 유아기에 형성되며 이 유아기 때 흔들린 성격 형성의 기초는 돌이킬 수 없는 영향을 줄 수 있다고 하였다. 또한 교육적 측면에서 유아기는 환경에 가장 민감하고 이에 따라 달라질 수 있는 가능성이 높은 시기이므로 교육받아야 할 시기를 지켜야 한다. 사회적 측면에서는 기혼 여성의 사회활동 증가, 가정의 교육적 기능 약화, 현대 사회의 도덕성과 가치관 정립이라는 면에서 유아교육은 중요하다고 볼 수 있다.

### 초등 교육

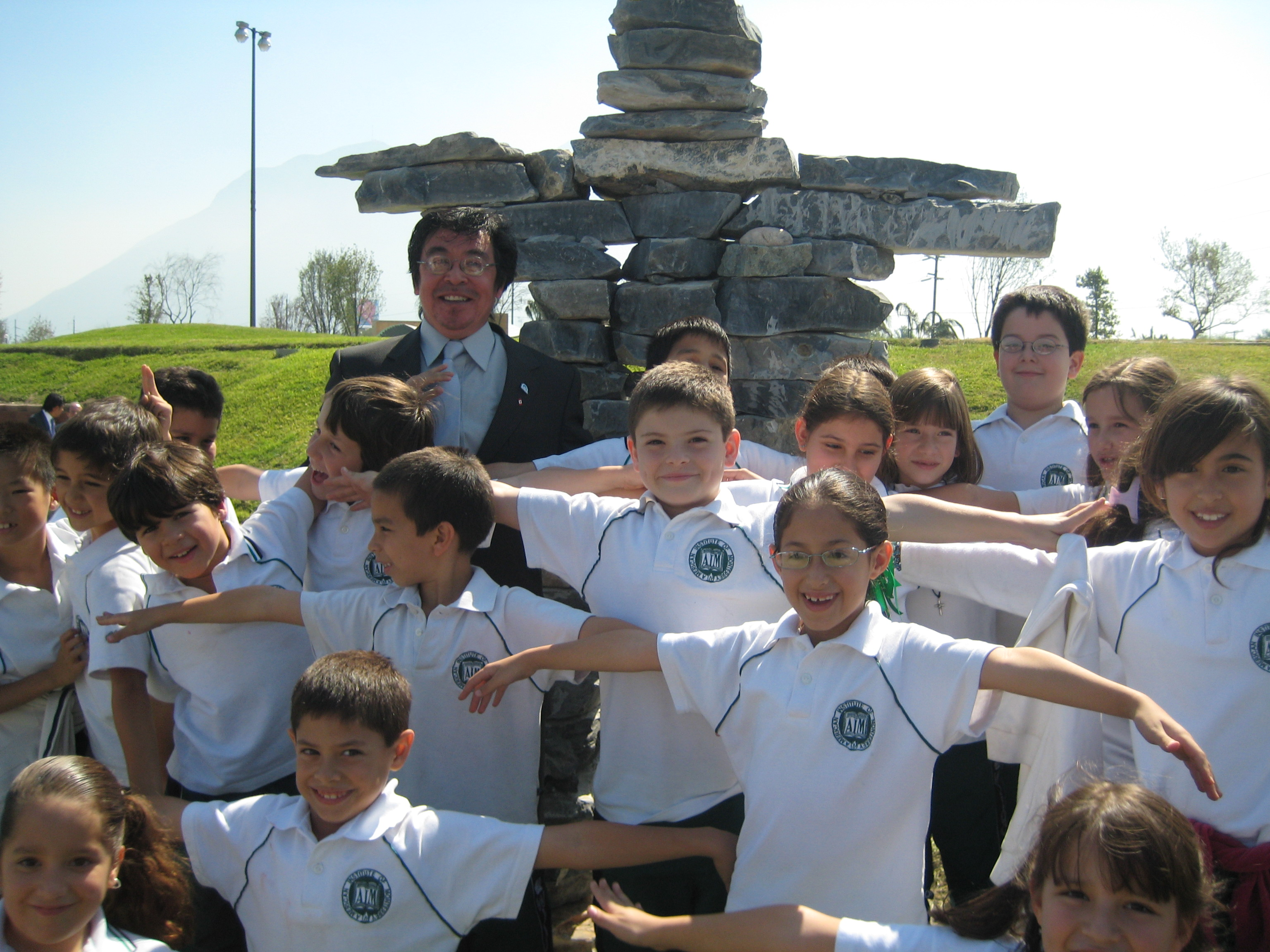
멕시코의 초등학교 학급

로마 교황 레오 10세는 성 베드로 사원을 건설하는 데 필요한 자금을 조달하기 위해 구매하면 죄를 씻을 수 있다고 주장했던 면죄부를 발행하여 신도들에게 판매하였다. 이에 문제의식을 느낀 마틴 루터는 1517년 10월 31일 95개조의 반박분을 발표하여 면죄부의 불합리성을 비판하고 신자는 오직 성서와 신앙에 의해서만 그리스도의 구원이 가능하다며 교회의 타락과 부패를 비판하였다. 이를 위해 신도들은 성서를 읽어야 했으나 기존의 성서는 모두 라틴어로 기록되어 있었으므로 루터는 대중을 위하여 성서를 독일어로 번역하였고 이에 모든 사람들이 교육을 받아야 할 필요성을 느껴 초등교육의 토대를 마련하였다.
1980년대 신자유주의를 위시한 세계화가 진행된 이후 사회적, 정치적 불안정성을 유발하는 빈곤, 불평등, 소외가 확장되기 시작했고 교육이 이에 대한 대책으로 거론됐다. 1990년 있었던 태국 세계 교육 컨퍼런스가 이와 같은 국제적인 문제를 지적한 이래로 EFA와 같은 국제적 운동은 초등 교육의 세계적 적용에 있어 상당한 진전을 이뤘다.

### 중등 교육
13~19세 사이의 청소년을 대상으로 한 교육으로, 2차교육이라고도 한다. 나라에 따라 중학교 한 기관에서 5년 ~ 6년을 가르치기도 하고 중학교와 고등학교 (인문계 고등학교와 전문계 고등학교)를 분리하여 운영하기도 한다. 중학교가 의무교육에 포함되지 않은 나라에서는 중학교 과정을 거치지 못한 사람들을 위해 검정고시와 같은 학력 인정 시험을 두기도 한다. 일부 중고등학교에는 기숙사가 있다.

### 고등 교육

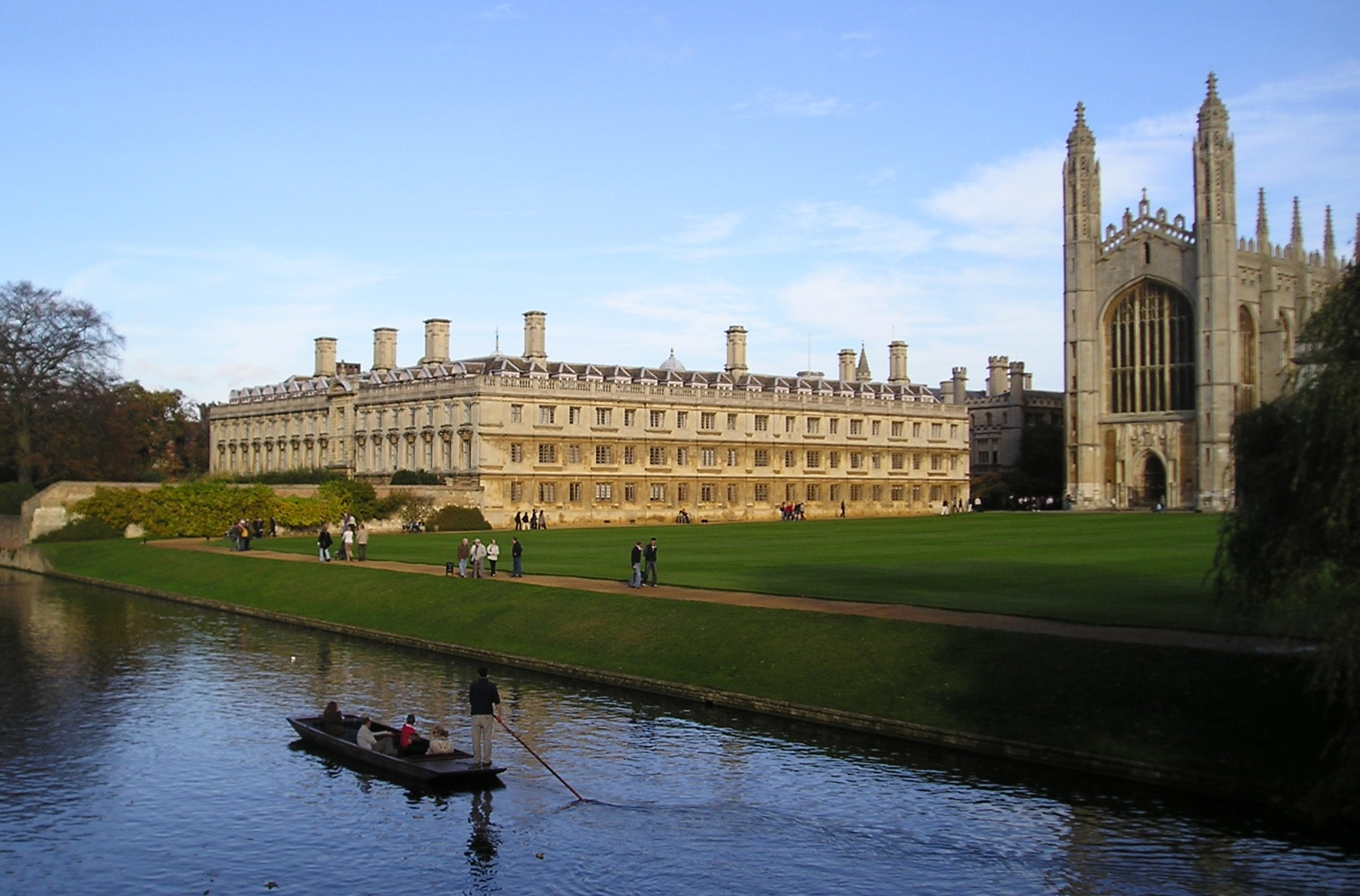
고등교육기관 중 하나인 케임브리지 대학

중세에 등장한 고등 교육은 신학, 의학, 법학을 중심으로 가르치며 정치 엘리트 형성과 전통 문화 전승이라는 사회적 역할을 수행했다. 산업혁명 이후 근대에 들어선 고등 교육에게는 교육뿐만 아니라 새로운 지식과 기술을 만들어내는 연구의 기능이 요구되었으며 19세기 후반에는 계몽주의적 합리주의와 경험주의에 바탕을 둔 실용주의적 이념의 영향을 받아 사회 전체에 대해 봉사해야 한다는 대학의 기능이 요구되었다. 신자유주의가 등장한 1980년대 들어서는 고등 교육의 경제성, 효과성, 효율성과 같은 교육의 질에 대한 관심이 높아졌다.

### 평생교육
평생 교육이란 "개인의 출생에서부터 죽을 때까지(요람에서 무덤까지) 전 생애에 걸친 교육(수직적 차원)과 학교 및 사회 전체 교육(수평적 차원)의 통합"이라고 말함으로써 교육의 통합성과 종합적 교육 체계를 강조하는 것을 말한다.
평생 교육이란 말 그대로 평생에 걸쳐서 행하여지는 교육을 의미하는 것으로, 연령과 사회의 한계를 벗어난 일생에 걸친 교육을 의미한다. 이것은 '평생 학습의 실현'이라는 의미에서 기존에 있었던 '학교 중심의 교육'이라는 교육의 관념적 한계에서 탈피하고자 하는 생각의 일환으로 파악될 수 있다. 이런 점에서 평생 교육은 자신의 자아 실현과 만족을 위한 자기 주도적 학습인 '평생 학습'과 유사한 개념으로 쓰이기도 하지만, 정확한 의미를 본다면 이런 평생 학습이 이루어질 수 있도록 학습의 과정과 환경 등을 체계적으로 수립한 일반 교육 과정 및 체계를 이르는 개념이라 할 수 있다. 그렇기 때문에 평생 교육의 목적은 삶의 과정에서 이루어지는 '평생 학습'을 가능하게 하는 것이라고도 볼 수 있으며, 이는 기존에 있었던 교육에 대한 담론을 더 광의의 영역으로 확장시키는 역할을 하였다.

## 교육 제도

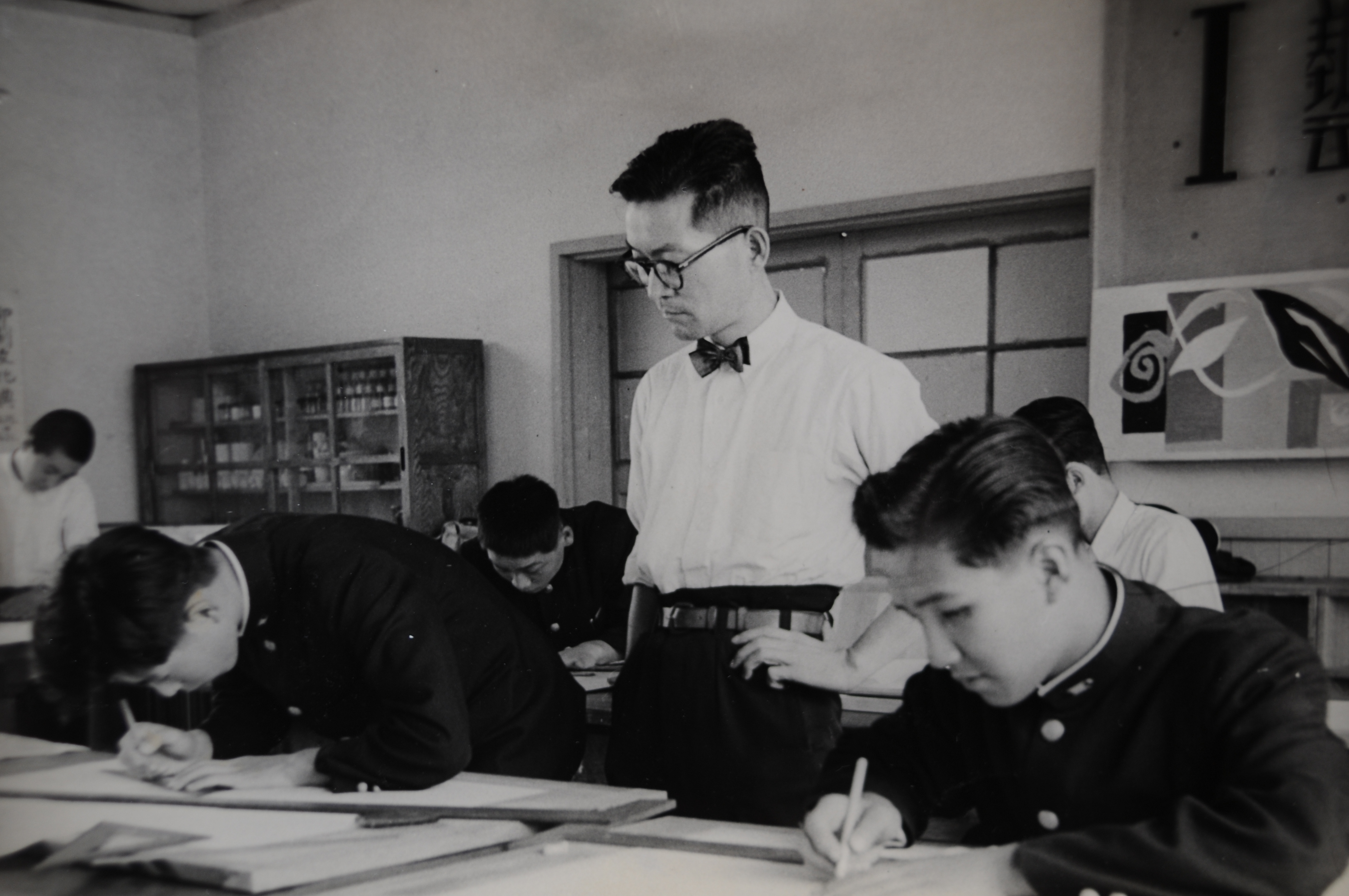
1963년 일본, 학교 교육 현장의 모습

중세 서구의 경우 교회가 교육의 책임을 맡았다. 따라서 국가가 교육에 개입하는 것은 상상할 수 없는 일이었다. 하지만 독일의 경우 1763년 의무교육 제도를 공포하면서 가장 일찍 의무교육을 도입했고 다른 국가들에게 영향을 주었는데 그 중 스웨덴은 다른 유럽 국가들과 마찬가지로 중세 말부터 교육 제도가 발전하기 시작해 종교 개혁에 접어들어 크게 발달했다. 영국의 경우에는 근대 국가가 등장한 이후에도 여전히 교회와 국가가 교육권을 두고 싸워왔다. 19세기에 처음으로 헨리 8세가 성공회를 등장시키면서 로마 가톨릭 교회의 교육권을 빼앗았으나 성공회의 지도로서 교육 내용에 간섭했을 뿐 교육 재정을 감독하는 등 근대적인 교육권을 행사했다고 볼 순 없었다. 미국의 경우에도 1820년대까지만 해도 교회가 상당한 교육권을 갖고 있었으나 이후 보통선거권 운동이 성공하면서 교회의 학교 운영권이 크게 위축되고 공교육이 발달하게 되었다.
일본의 경우에는 1868년 메이지 유신을 통해 지적, 사회문화적, 정치적, 경제적 개혁의 필요성이 제기되었고 그 중 교육이 근대화를 수행하는 데 있어 중요한 역할을 할 수 있다고 보았다. 1872년 근대적 학교 제도가 확립되었고 1907년 6년제 소학교가 확립되었다. 중국의 경우 초기에는 양무파, 다음에는 변법유신파가 주도하던 교육 근대화 운동이 의화단 사건을 거치면서 1000년 이상 지속되어 온 과거가 사라지고 프랑스의 학제와 유사한 일본의 학제를 모방하여 서구형 학제를 도입했다.

## 교육과 법
교육에 관한 법률을 교육법이라고 한다. 교육법에 조례 등을 포함하는 이르는 경우에는 교육법령이라고 한다. 교육법 체계에는 각 나라별로 큰 차이가 있으며, 교육법령에 의해 교육에 관련된 권리와 의무가 구체화된다.

## 교육과정
은 교육 과정을 뜻하는 커리큘럼은 라틴어의 경주로라는 단어에서 유래했다. 즉, 거쳐야 하는 과정을 뜻하는 것이다. 초기의 교육 과정은 거쳐야 하는 정해진 교과목의 모음을 뜻했다. 하지만 존 듀이는 이러한 견해를 반박하며 학습 경험을 교육 과정으로 봐야한다고 주장했다. 1950년대 들어서면서 교육 과정과 수업을 각각 목표와 수단으로 보고 이를 이원화하는 동시에 교육과정이 상상 속에서만 존재하는 추상적인 것이 아닌 문서를 통해 기록, 제시되는 계획이라는 견해가 들어서게 되었다. 1960년대 들어서면서 미국에서는 교육의 책무성이라고 불리었던 교육에 대한 일종의 자기 비판적 운동이 일어났다. 즉, 교육 과정을 교육자나 학습자가 외부의 사물이나 사건을 경험하는 일련의 체험과 반성의 과정으로 보게 된 것이다.

## 교육 평가
교육 평가는 교육의 목적이 적절한지, 학습 경험이 타당한지, 평가 방법은 양호한지에 관해 반성하고 확인하는 과정이다. 톰 R. 타일러는 교육 평가를 교육 과정 및 수업 프로그램에 의해 교육 목표가 얼마나 실현되었는지를 평가하는 과정이라 정의했다.
교육 평가는 절대기준 평가와 상대비교 평가로 나뉘는데, 절대기준 평가는 미리 정해 놓은 기준에 도달했는지를 알아보는 평가이며 상대비교 평가는 집단 내의 상대적인 위치, 집단의 평균점을 기준으로 평가하는 방법이다. 상대비교 평가는 심리 측정의 영향을 받았는데 심리 측정은 직접 측정이 불가능한 인간의 심리 상태를 측정하기 위해 개인 간 변별을 극대화하는 문항을 작성한 뒤 그것을 하나의 검사로 제작하여 인간 행동을 객관적으로 관찰하려는 접근 방법을 가진다. 지능 검사, 학력 검사 등이 이러한 접근 방법을 가진 상대비교 평가라 할 수 있다. 하지만 상대비교 평가는 집단 안에서의 평균점 만이 가치 평가의 기준이 되므로 수업의 목표가 제대로 달성되었는지는 알 수 없다는 단점이 있다. 또한 학생들을 인위적으로 서열화하고 구분함으로써 학업 성취라는 의미가 퇴색될 소지가 크다. 이에 반해 절대기준 평가는 미리 정해진 수행 기준에 따라 학생의 학업 성취를 평가해야 한다고 본다. 따라서 자료 수집과 분석이 잘 이뤄진다면 학습이 개선될 여지가 많고 효과적인 교육이 이러질 가능성이 높다. 하지만 수행 기준을 마련하는 것이 매우 어렵다는 점이 있다.

## 교육과 시민단체
현대에 들어와 교육이 더 이상 학교에 한정될 수 없는 상황이 됨에 따라 각종 시민단체가 제도권 학교 밖에서 이루어지는 교육을 확산하고 있다. 이러한 노력에는 멋쟁이사자처럼과 같이 보다 시대에 맞는 교육 소재를 제공하고자 하는 접근과 디자인 싱킹과 같이 새로운 교육법을 적용하고자 하는 접근, MOOC와 같이 교육기회를 더 많은 사람에게 제공하고자 하는 접근과 프로젝트 위기와 같이 개개인의 교육에 대한 태도를 변화시키고자 하는 접근 등이 있다.

## 파생 학문

### 교육철학

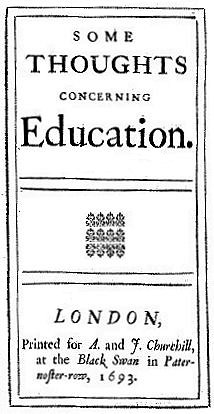
1693년에 쓰여진 존 로크의 저서 교육에 관한 몇가지 생각들은 여전히 서구사회에서 전통적인 교육 우선순위를 반영하고 있다.

교육 과학이 사실을 탐구 대상으로 삼는다면 교육 철학의 탐구 대상은 교육의 의미이다. 교육 철학은 교육의 하위 영역 중 하나로 철학적 개념과 방법론으로 교육의 의미와 행위를 탐구하는 분야이다.
1870년대 프래그머티즘이 등장하기 이전에는 관념론과 실재론이 전통적으로 교육을 탐구하는 방향이었다. 대표적인 관념론자인 플라톤은 교육이란 현실적인 감각 세계의 허상만을 지각할 수 있는 인간으로 하여금 초현실적인 이성 세계의 표상을 인식할 수 있도록 마음의 눈을 뜨게 하는 것이라고 보았다. 반면 실재론자인 아리스토텔레스는 교육을 인간의 타고난 본성. 사회적 습관 그리고 정신적 통찰능력을 최대한으로 개발하여 공동체 안에서 개성 있는 삶을 영위하도록 이끄는데 있다고 보았다. 19세기 말 미국에서 등장한 프래그머티즘은 철학 내용으로서의 주제보다는 문제해결을 위한 방법에 초점을 두게 되는데 대표적인 학자로 존 듀이와 같은 학자가 있다. 20세기 들어서 다양한 교육 사상과 교육 철학이 등장했는데 이는 교육 사상의 다원주의라고 불렸다. 20세기 전반에는 진보주의, 본질주의, 항존주의, 재건주의 등이 있었고 후반에는 2차 세계대전에 대한 반성을 통해 등장한 실존주의, 분석철학, 비판 이론, 포스트모더니즘의 시각으로 교육 철학에 대한 논의가 이뤄졌다.

### 교육경제학
찰스 S. 벤슨은 교육경제학이란 교육과 관련된 현상 또는 교육활동에 대해 경제적인 분석을 하는 학문이라 정의했다. 그는 교육경제학의 분석대상은 교육문제이며 교육경제학을 교육문제에 대해 경제학적 접근방법을 적용하여 연구하는 학문으로 보았다. 1950년대 게리 베커가 노동경제학, 범죄경제학 등과 함께 처음으로 교육경제학을 제창한 이후 인간자본론, 교육의 경제적 가치에 대한 연구가 미국을 중심으로 진행되었다. 하지만 역사가 짧은 만큼 분명한 학문 영역이 정확히 규정되어 있지 않다.

### 교육심리학
교육심리학은 교육적인 조직과 교육의 과정 속에서 학습자의 행동을 연구하는 학문이다. 교육심리학의 시작은 고대 그리스의 아리스토텔레스부터 시작되었다고 보고 있으나 페스탈로치, 프뢰벨, 요한 프리드리히 헤르바르트가 교육에 심리적인 접근을 시작한 때부터 과학적인 교육심리학이 시작되었다고 보고 있다. 20세기 이전은 교육심리학의 태동기로써 이 시기 교육심리학의 주축은 데카르트의 합리주의와 존 로크의 경험주의적 견해였다. 데카르트의 경우 지식이 경험에 의해서가 아닌 태어날 때부터 지니게 되는 이성에 의해 생기는 것이라 주장했고 로크의 경우 모든 학습이 경험에 의해서 이뤄지는 것이라 주장했다. 이후 페스탈로치는 루소와 함께 자연주의에 기반한 유아 교육을 주장하면서 직관에 의한 감각교육을 강조했다. 헤르바르트의 경우 교육의 목적을 윤리학에서, 교육의 방법을 심리학에서 구하려고 했다. 또한 《일반교육학》을 저술하여 교육학을 체계화하려고 하였다. 1880년에는 헤르바르트의 이론을 계승한 제자 스트럼펠에 의해 《심리학과 교육학》이 출간되었다. 빌헬름 분트가 라이프치히에 심리실험실을 개설함으로써 심리학을 철학으로 분리시킨 가운데 빌헬름 분트의 제자 에른스트 모이만이 아동의 심리적 심성을 구체화함으로써 교육 목적을 달성할 수 있다고 보고 교육학과 심리학의 결합을 추구한 실험교육학입문을 저술하기도 했다. 20세기 들어 이반 파블로프와 버러스 프레더릭 스키너와 같은 학자들은 행동주의를 바탕으로 한 학습이론에 영향을 주었다. 에드워드 손다이크의 경우 교육심리학이라는 3권의 책을 통해 이전까지의 교육심리학에 대한 연구를 체계화시켰다. 때문에 에드워드 손다이크를 교육심리학의 창시자로 보기도 한다. 20세기 후반에는 소련의 인공위성 발사 성공에 대한 자극으로 장 피아제, 레프 비코츠키, 제롬 브루너를 중심으로 한 수업 설계와 새로운 교육과정 개발에 대한 관심이 높아졌다. 반면 행동주의에 대한 반발로 에이브러햄 매슬로, 칼 로저스, 코움즈 등의 인본주의 교육 사조가 등장하기도 했다.

### 비교교육학
비교교육학은 비교적 방법을 통해서 2개 이상의 국가 또는 2개 이상의 지역에서 실시되고 있는 교육제도 및 교육적 활동을 비교분석함으로써 공통점과 차이점을 분석한 뒤 이를 과학적으로 해석하여 교육의 본질을 해명하려는 활동이라 정의된다. 이는 대체적으로 중립적인 성격이 강하며 몰가치적이다. 하지만 사회주의 비교교육학의 경우 막스 베버를 위시한 ‘가치판단으로부터의 자유’를 바람직하지 못한 것으로 보아 비판하기도 한다.
20세기 비교교육학에 대한 연구가 본격화됨에 따라 교육제도의 발달을 위해 다른 나라의 교육 제도를 분석한다는 과제는 여전히 유지되었으나 I. 캔델, 한스 N. 바일러, F. 슈나이더와 같은 학자들은 비교교육학을 하나의 학문 분야로 발전시키는 것을 주요 과제로 삼았고 상당한 성과를 거뒀다. 2차 세계대전 이후에는 브라이언 홈즈나 존 듀이와 같은 학자들에 의해 비교교육학에 사회과학적 접근을 시도하며 비교교육학을 교육과학으로 조직하는 것이 주 관심사가 되었다. 특히 존 듀이는 비교교육학에 사회과학의 실험적 연구 방법을 도입하였다.20 하지만 1970년대에 들어서며 과학적 연구방법으로 비교교육학을 연구하는 경험주의적 연구방법이 비판받고 그 사회의 정치경제와 같은 패러다임에 기초하여 연구하는 것이 교육의 본질과 실상을 파악할 수 있다는 연구 방향이 제시되기 시작했다. 1982년 알트비하, 케리, R. F. 어노브가 저술한 비교 교육학에서 국가 단위가 아닌 제 1세계와 제 3세계의 차이같은 세계체제의 시각에서 교육 문제를 비교교육학적으로 연구해야 함이 주장되었다.

## 같이 보기
- 교육 과정
- 인재 개발
- 학습
- 언어 교육
- 성인 교육
- 전자 학습
- 학교
- 교사
- 교수법
- 보육

## 참고 자료
- 《교육학개론》. 양서원. 1996년 3월 5일. ISBN 8970071652.
- 《유아교육 사상사》. 교육과학사. 1996년 3월 15일.
- 《현장 중심 유아 교수-학습 방법》. 창지사. 2008년 1월 15일.
- 《교육학개론》. 창지사. 2011년 3월 2일.
- 《교육평가》. 교육과학사. 2013년 2월 28일.
- 《인간교육의 이해-학습 방법》. 교육과학사. 2001년 8월 10일.
- 《新敎育의 理解》. 학지사. 2003년 2월 10일.
- 《교육과정 및 교육평가》. 학지사. 2008년 8월 10일.
- 《교육경제학》. 학지사. 2000년 9월 10일.
- 《경제사상사》. 21세기 북스. 2014년 2월 14일.
- 《교육과정 및 교육평가》. 집문당. 2008년 6월 2일.
- 《교육심리학》. 박학사. 2005년 1월 20일.
- 《교육심리학》. 학지사. 1996년 3월 25일.

- 이 문서에는 다음커뮤니케이션(현 카카오)에서 GFDL 또는 CC-SA 라이선스로 배포한 글로벌 세계대백과사전의 내용을 기초로 작성된 글이 포함되어 있습니다.